# Ian Wrigglesworth
Ian William Wrigglesworth, baron Wrigglesworth (ur. 8 grudnia 1939 w Stockton-on-Tees) – brytyjski polityk Partii Pracy, od 1981 do 1988 Partii Socjaldemokratycznej, a następnie Liberalnych Demokratów, deputowany Izby Gmin, par.

## Działalność polityczna
W okresie od 28 lutego 1974 do 9 czerwca 1983 reprezentował okręg wyborczy Thornaby, a od 9 czerwca 1983 do 11 czerwca 1987 reprezentował okręg wyborczy Stockton South w brytyjskiej Izbie Gmin. Od 2013 zasiada w Izbie Lordów.